# Tiaropsis gordoni
Tiaropsis gordoni is een hydroïdpoliep uit de familie Tiaropsidae. De poliep komt uit het geslacht Tiaropsis. Tiaropsis gordoni werd in 1999 voor het eerst wetenschappelijk beschreven door Bouillon & Barnett. 